# Diablo (zespół muzyczny)
Diablo – fiński zespół grający melodyjny death metal. Diablo został założony w 1995, w mieście Kalajoki. Początkowo grupa nazywała się Diablo Brothers. W 1999 Diablo nagrał swój pierwszy singel Princess, po czym podpisał kontrakt płytowy z wytwórnią Poko. Debiutancki album, Elegance In Black został nagrany rok później w 2000. W 2002 ukazał się drugi album Renaissance, który wspiął się na 14. miejsce fińskiej TOP 40. Dzięki temu albumowi Diablo zyskało silną pozycję na fińskiej scenie metalowej. Album ten zyskał także duże uznanie poza granicami Finlandii. W 2004 zespół nagrał trzeci album, Eternium, który na fińskiej TOP 40, okupował 3. miejsce przez 8 tygodni. Ostatni album grupy Icaros ukazał się w 2008 roku.

## Muzycy

### Obecny skład zespołu
- Rainer Nygård - śpiew, gitara elektryczna
- Marko Utriainen - gitara elektryczna
- Aadolf Virtanen - gitara basowa
- Heikki Malberg - perkusja

### Byli członkowie zespołu
- Timo Kemppainen - perkusja (1995–2000)

## Dyskografia

### Albumy studyjne
- Elegance In Black (2000)
- Renaissance (2002)
- Eternium (2004)
- Mimic47 (2006)
- Icaros (2008)
- Silvër Horizon (2015)

### Single
- Princess (1999)
- Intomesee (2002)
- Read My Scars (2003)
- Mimic47 (2005)
- Damien (2005)
- Icaros (2008)
- Isolation (2015)